# Mayoko (district)
Pour l’article homonyme, voir Mayoko.
Mayoko District est un district du département de Niari dont le chef lieu est la ville de Mayoko.